# Campionat d'Espanya d'enduro 2014
La temporada de 2014 del Campionat d'Espanya d'enduro fou la 35a edició d'aquest campionat, organitzat per la Reial Federació Motociclista Espanyola. El calendari oficial constava de 6 proves puntuables. Una de les proves programades es disputaren als Països Catalans: els Dos Dies de Solsona.

## Classificació final

### Scratch
| Posició | Pilot              | Motocicleta | Punts |
| ------- | ------------------ | ----------- | ----- |
| 1       | Ivan Cervantes     | KTM         | 238   |
| 2       | Cristóbal Guerrero | KTM         | 190   |
| 3       | Jaume Betriu       | Husqvarna   | 181   |
| 4       | Oriol Mena         | Beta Trueba | 169   |
| 5       | Mario Román        | Husqvarna   | 166   |
| 6       | Lorenzo Santolino  | Sherco      | 165   |
| 7       | Víctor Guerrero    | KTM         | 117   |
| 8       | Eloi Salsench      | KTM         | 112   |
| 9       | Diogo Ventura      | Gas Gas     | 103   |
| 10      | Josep Garcia       | Husqvarna   | 97    |

### Enduro 1
| Posició | Pilot              | Motocicleta | Punts |
| ------- | ------------------ | ----------- | ----- |
| 1       | Cristóbal Guerrero | KTM         | 238   |
| 2       | Jaume Betriu       | Husqvarna   | 232   |
| 3       | Kirian Mirabet     | KTM         | 178   |
| 4       | Arnau Solà         | Gas Gas     | 92    |

### Enduro 2
| Posició | Pilot                 | Motocicleta | Punts |
| ------- | --------------------- | ----------- | ----- |
| 1       | Oriol Mena            | Beta Trueba | 228   |
| 2       | Lorenzo Santolino     | Sherco      | 225   |
| 3       | Víctor Guerrero       | KTM         | 174   |
| 4       | Armand Monleón        | KTM         | 162   |
| 5       | Marc Solà             | Gas Gas     | 152   |
| 6       | Jonathan Barragán     | Husqvarna   | 125   |
| 7       | Guillem Parés         | Beta Trueba | 118   |
| 8       | Carlos Fabio Martínez | KTM         | 114   |
| 9       | Alfredo Gómez         | Husqvarna   | 100   |
| 10      | José Manuel Morillo   | Sherco      | 95    |

### Enduro 3
| Posició | Pilot            | Motocicleta | Punts |
| ------- | ---------------- | ----------- | ----- |
| 1       | Ivan Cervantes   | KTM         | 247   |
| 2       | Mario Román      | Husqvarna   | 217   |
| 3       | Eloi Salsench    | KTM         | 194   |
| 4       | Òscar Geebelen   | KTM         | 149   |
| 5       | Jaume Abella     | Sherco      | 106   |
| 6       | Joakim Ljunggren | Husqvarna   | 84    |
| 7       | Jordi Figueras   | Beta Trueba | 48    |
| 8       | José María Juan  | Sherco      | 45    |
| 9       | Gerard Esteve    | KTM         | 26    |
| 10      | Aarón Bernárdez  | Beta Trueba | 18    |

## Categories inferiors
| Categoria              | Campió                  | Motocicleta | Punts |
| ---------------------- | ----------------------- | ----------- | ----- |
| Júnior Open            | Josep Garcia            | Husqvarna   | 236   |
| Trofeu Júnior 125cc 2T | Josep Garcia            | Husqvarna   | 245   |
| Trofeu Enduro Júnior   | Miquel Pujol            | KTM         | 197   |
| Sènior B 2T            | Alejandro Lahera        | ?           | 162   |
| Sènior B 4T            | Juan Martínez           | KTM         | 172   |
| Sènior C 2T            | José Antonio Sánchez G. | KTM         | 191   |
| Sènior C 4T            | José Antonio Sánchez M. | Honda       | 191   |
| Màster                 | Sergi Lasala            | KTM         | 169   |
| Féminas                | Arantxa Belda           | KTM         | 141   |

## Classificació per marques

### Enduro 1
| Posició | Marca     | Punts |
| ------- | --------- | ----- |
| 1       | KTM       | 416   |
| 2       | Husqvarna | 232   |
| 3       | Gas Gas   | 74    |

- Club guanyador: - Desert -

### Enduro 2
| Posició | Marca       | Punts |
| ------- | ----------- | ----- |
| 1       | KTM         | 360   |
| 2       | Beta Trueba | 352   |
| 3       | Sherco      | 331   |
| 4       | Husqvarna   | 225   |
| 5       | Gas Gas     | 180   |

- Club guanyador: MC Ronda

### Enduro 3
| Posició | Marca       | Punts |
| ------- | ----------- | ----- |
| 1       | KTM         | 441   |
| 2       | Husqvarna   | 301   |
| 3       | Sherco      | 151   |
| 4       | Beta Trueba | 66    |

- Club guanyador: MC Segre

### Enduro Júnior Open
| Posició | Marca       | Punts |
| ------- | ----------- | ----- |
| 1       | Husqvarna   | 457   |
| 2       | KTM         | 367   |
| 3       | Sherco      | 134   |
| 4       | Beta Trueba | 60    |
| 5       | Yamaha      | 33    |

- Club guanyador: MC Segre